# 장한몽 (1926년 영화)
"장한몽"은 한국에서 제작된 이경손 감독의 1926년 영화이다. 김정숙 등이 주연으로 출연하였고 조일제 등이 제작에 참여하였다.

## 출연

### 주연
- 김정숙
- 주삼손
- 심훈
- 강홍식